# 切茲·里維
切茲·里維（William Chesney "Chez" Reavie）是美國的一位職業高爾夫球手。他出生在堪薩斯州，就讀於亞利桑那州立大學並且是學校高爾夫球隊的一員。2008年，里維成為PGA巡迴賽的新人。在2008年，他贏得了RBC加拿大公開賽的冠軍，這是他首個PGA巡迴賽的冠軍。

## 外部連結
- 切茲·里維在PGA巡迴賽的官方網站
- 切茲·里維在男子高爾夫世界排名的官方網站